# Catherine Barton
Catherine Barton (1679 — 1739) foi meia-sobrinha de Isaac Newton (filha de sua meia-irmã), que foi mais tarde sua filha adotiva. Cuidou de Newton nos anos finais de sua vida e administrou seus pertences após Newton morrer. Foi casada com John Conduitt, e tiveram uma filha.